# Macropanax
Macropanax és un gènere de plantes amb flor de la família de les Araliàcies. Comprèn 17 espècies distribuïdes de la Xina central al Sikkim, Nepal i Bhutan, i a la part occidental de Malàisia.